# Associazione Sportiva Petrarca Calcio
L'Associazione Sportiva Petrarca Calcio, meglio conosciuta come Petrarca Padova o in precedenza Football Club Petrarca, è stata una squadra di calcio della città di Padova, fondata ufficialmente il 1º novembre 1910 e affiliatasi alla Federcalcio il 16 gennaio 1912.

## Storia

### Inizi e massima serie
Fondata nel novembre 1910 dal padre gesuita Giulio Roi già cofondatore del Collegio Universitario Antonianum e dallo studente veronese Alfonso Rigetti, assieme al Calcio Padova era la squadra principale della città euganea. La prima partita disputata in assoluto fu contro il Mestre F.C. 1909, gara vinta dai padovani per 6-1.

1912, un gruppo di giocatori dell'A.C. Padova passati al Petrarca F.C.

Nella sua prima stagione agonistica (1910-1911) condusse l'attività calcistica solo in ambito locale. Il 16 gennaio 1912 il Petrarca F.C. si affiliò alla F.I.G.C. partecipando al campionato di 2ª Categoria Veneta. Nella stagione 1912-1913, invece, si iscrisse alla Promozione Veneta e, dominando il girone a tre con Padova e Udinese vincendo tre delle quattro partite disputate, ottenne una storica promozione in 1ª Categoria, la massima serie dell'epoca.

La squadra del Petrarca negli anni 20.

All'epoca il campionato di massima serie nell'Italia Settentrionale era suddiviso in tre gironi regionali: piemontese-ligure, lombardo e veneto-emiliano. Le prime due classificate di ogni girone si sarebbero qualificate al girone finale a sei squadre per l'assegnazione del titolo di Campione dell'Italia Settentrionale. Il Petrarca, inserito nel girone veneto-emiliano, non brillò particolarmente, chiudendo al settimo posto. Nella stagione successiva il campionato andò ancora peggio con il 6º e ultimo posto nel girone F della 1ª Categoria Veneta, prima che la guerra sospendesse ogni campionato fino al 1919 e sanasse per ripescaggio l'avvenuta retrocessione.
Il Petrarca, sul finire degli anni dieci, era la rivale numero uno del più glorioso Padova. Nei primissimi anni venti addirittura rubò ai biancoscudati lo scettro di regina cittadina, e per un breve periodo di tempo addirittura si permetteva di acquistarne anche alcuni tra i calciatori più forti a livello cittadino. Regolarmente affiliato alla Federcalcio, giocava allo Stadio Tre Pini di Padova. I colori della squadra erano il bianco e il nero.
Alla ripresa dei campionati, nel 1919-20, il Petrarca sfiorò l'accesso ai gironi di semifinale dell'Italia settentrionale, chiudendo al 3º posto nel girone unico della 1ª Categoria Veneta. Nella stagione successiva vinse il girone A della 1ª Categoria Veneta, ma nel girone finale veneto si classificò solo al 4º posto, mancando così l'accesso alla fase nazionale.
All'assemblea federale del 24 luglio 1921 il Petrarca votò contro il Progetto Pozzo, rimanendo fedele alla F.I.G.C., mentre le 24 maggiori società italiane, volendo una riduzione dei quadri del massimo campionato, decisero di staccarsi dalla FIGC e creare un proprio campionato privato, quello della CCI. Approfittando dell'assenza delle maggiori società, nel campionato del 1921-1922, il Petrarca arrivò persino vicino a vincere lo scudetto. Dopo aver vinto il campionato veneto, fu infatti eliminato dalla Novese che aggiudicandosi il primato nel Girone A di semifinale disputò la finale sconfiggendo la Sampierdarenese e laureandosi così Campione d'Italia. Il piazzamento del Petrarca nel campionato della stagione 1921-1922 fece sì che il Compromesso Colombo la inserisse nella Lega Nord nel gruppo delle società partecipanti alla Prima Divisione, la massima serie, ora ridotta a sole 36 squadre.
Il campionato 1922-23 era però solo transitoriamente a 36 squadre: ci sarebbero state quattro retrocessioni per girone, con simultaneo blocco di promozioni dalla cadetteria, in modo da ridurre il campionato da 36 a 24 squadre a partire dalla stagione 1923-24. Al Petrarca in quella stagione non riuscì la salvezza: chiudendo all'11º posto il girone A della Prima Divisione, retrocedette in Seconda Divisione.

### Il declino

Formazione del Petrarca Calcio in Serie C.

Nella stagione successiva si classificò soltanto al 5º posto nel girone E della Seconda Divisione. Nella stagione 1924-1925, invece, si classificò all'ultimo posto sul campo, retrocedendo in Terza Divisione Veneta: sennonché, la squalifica del Vicenza per irregolarità, con conseguente declassamento dei vicentini all'ultimo posto, diede al Petrarca un'insperata speranza di salvezza, permettendo ai patavini di accedere agli spareggi salvezza tra le penultime classificate: Il Petrarca, tuttavia, decise di non disputare gli spareggi-retrocessione con le altre penultime rinunciando volontariamente a tutte le gare. Sarebbe dovuta quindi retrocedere comunque ma venne in seguito riammessa per le conseguenze del caso Vicenza.
Nel frattempo il Petrarca fu inglobato nel Gruppo Sportivo Tita Fumei di Padova, società che già disponeva di una squadra di calcio che disputava i campionati veneti di Terza Divisione. Le due compagini non si fusero, rimasero distinte una dall'altra, e alla fine della stagione 1925-26, dopo le finali, il G.S. Tita Fumei fu promosso dalla Terza Divisione in Seconda Divisione Nord. Di fatto, i dirigenti fascisti abbinando il nome del proprio gruppo al Petrarca, vollero carpirne il passato e l'importanza portando in Seconda Divisione i migliori giocatori del Petrarca mentre nel "vero" Petrarca, retrocesso in Terza Divisione, andarono i giocatori in esubero del Tita Fumei. Dopo due stagioni troppo costose per le casse del gruppo rionale fascista il "Tita Fumei" cessò ogni attività calcistica mentre il Petrarca F.C. continuò l'attività.
Il Petrarca, nel frattempo precipitato in Terza Divisione Veneta, nella stagione 1929-1930, vinse il girone D della 3ª Divisione Veneta, ma si classificò soltanto al 3º posto nel girone D delle finali del Nord. A fine stagione, fu comunque ammesso d'ufficio in 2ª Divisione Veneta. L'impatto con il nuovo campionato fu duro e nella stagione 1930-1931 il club si classificò 12º nel girone unico della 2ª Divisione Veneta: retrocesso, decise di abbandonare la F.I.G.C., iscrivendosi al campionato U.L.I.C. Padovano. L'ULIC era una federazione che organizzava campionati provinciali a livello giovanile: militò nei campionati provinciali giovanili dell'ULIC prima e della Sezione Propaganda poi per alcune stagioni, prima di riaffiliarsi alla F.I.G.C. all'inizio della stagione 1940-1941 con la nuova denominazione G.A. Francesco Petrarca di Padova. Immediatamente dopo la riaffiliazione si iscrisse al campionato di Prima Divisione Veneta, dove disputò solo il campionato 1940-1941, prima di essere costretta all'inattività per motivi bellici. Dopo lo scioglimento temporaneo del 1941, il Petrarca non venne ricostituito fino alla fine della guerra, probabilmente per motivi finanziari.
Nel 1945, infine, il Petrarca venne ricostituito con la denominazione Unione Sportiva Petrarca e ammesso a tavolino alla Serie C dell'Alta Italia. I risultati non furono dei migliori e, dopo un mediocre 12º posto nel campionato 1945-46, al termine della stagione 1946-1947 arrivò la retrocessione in Prima Divisione Veneta, a causa del disastroso 16º posto nel girone H della Lega Nord di Serie C.

Formazione del Petrarca Calcio nel 1961. Da sinistra in piedi :Accompagnatore, Cappelletto, Magro, Conte(Cap.), Collazuol, Boldrin, Bellato (all.), un accompagnatore. Accosciati da sinistra: Zanchetti, Lacagnina, Ruggero, Siviero, Valle, Frescura.

Negli anni successivi, il Petrarca militò nel massimo livello regionale: dapprima in Prima Divisione (dal 1947-1948 al 1951-1952), poi in Promozione (dal 1952-1953 al 1956-1957), poi nel Campionato Nazionale Dilettanti Veneto (dal 1957-1958 al 1958-1959), infine in Prima Categoria (dal 1959-1960 al 1960-1961). Al termine della stagione 1960-1961, tuttavia, a causa del 12º posto nel girone C della 1ª Categoria Veneta, venne retrocesso in 2ª Categoria Veneta. In seguito alla retrocessione, rinunciò al campionato, rimanendo inattivo una stagione.
Ripartì nel 1962-63 dalla 3ª Categoria Padovana, risalendo subito in 2ª Categoria Veneta. Rimase nella Seconda Categoria dal 1968-69, venendo promosso in Prima Categoria Veneta al termine di quest'ultima stagione, grazie al 2º posto nel girone I della 2ª Categoria Veneta. Nella stagione d'esordio in Prima Categoria retrocedette sul campo in Seconda Categoria, salvo poi essere ripescato. Retrocesso di nuovo in Seconda Categoria Veneta nel 1972-73, risalì in Prima Categoria già nella stagione successiva, e, al termine della stagione 1975-76, riuscì a tornare in Promozione, all'epoca il massimo livello regionale.
Dopo quattro campionati consecutivi di Promozione, tuttavia, il Petrarca retrocedette in 1ª Categoria Veneta al termine della stagione 1979-1980. Risalì in Promozione già nella stagione successiva, ma, dopo altri due campionati di Promozione, al termine della stagione 1982-1983, ritornò di nuovo in Prima Categoria.
Da allora non sarebbe più tornato in Promozione, disputando il campionato di Prima Categoria dal 1983-1984 al 1987-1988. Retrocesso in Seconda Categoria al termine della stagione 1988-1989, ritornò in Prima Categoria due stagioni dopo, avendo battuto allo spareggio di Bovolenta 6-5 (d.c.r.) l'Aurora Granze, con cui era primo a pari punti. Restò in Prima Categoria dal 1989-1990 al 1993-1994, allorché precipitò in Seconda Categoria a causa del 15º posto nel girone. Riconquistò la promozione in Prima Categoria solo al termine della stagione 2000-2001, e non sul campo, ma per ripescaggio. Dopo altri quattro campionati di Prima Categoria disputati dal 2001-2002 al 2004-2005, al termine di quest'ultima stagione precipitò di nuovo in Seconda Categoria dopo aver perso ai play-out (0-4 e 1-4) contro l'U.S. Torre.

### La scomparsa
Dopo dieci stagioni in Seconda Categoria, nella stagione 2015-2016 torna in Prima Categoria a completamento degli organici. Al termine della stagione la squadra retrocede in Seconda Categoria, dopo aver perso i play-out. Nel maggio del 2016 il presidente Alessandro Morando, annuncia l'intenzione di volere lasciare la guida della società, non escludendone una possibile chiusura per la stagione successiva. Durante l'estate, infine, il Petrarca rinuncia alla Seconda Categoria e non si iscrive a nessun campionato dilettantistico, sancendo così la fine della sezione calcistica della polisportiva dopo 106 anni di storia.

## Colori e simboli
La prima divisa indossata dal Petrarca Football Club era composta da una maglia ciclamino e da calzoni di color nero. Successivamente furono adottati i colori bianco e nero. Il simbolo della società è lo scudo crociato del Petrarca e i colori sociali sono il bianco e il nero.

## Strutture
Oltre al club di calcio, la società A.S. Petrarca possiede pure una squadra di rugby, che disputò diversi campionati della massima serie.

## Stadio
Lo stadio storico del Petrarca era il Tre Pini. Dopo la chiusura la squadra fu spostata in zona Bassanello. Infine si giocava al Campo Vermigli.

## Palmarès
- Campionato del Veneto: 1

1921-1922
- Campionato italiano di terza divisione: 1

1929-1930 (girone D)

## Tifoseria

### Rivalità
- Padova[12]

## Statistiche e record

### Partecipazione ai campionati
| Livello | Categoria         | Partecipazioni | Debutto   | Ultima stagione | Totale |
| ------- | ----------------- | -------------- | --------- | --------------- | ------ |
| 1º      | Prima Categoria   | 1              | 1921-1922 | 1921-1922       | 2      |
| 1º      | Prima Divisione   | 1              | 1922-1923 | 1922-1923       | 2      |
| 2º      | Seconda Divisione | 3              | 1923-1924 | 1925-1926       | 3      |
| 3º      | Serie C           | 2              | 1945-1946 | 1946-1947       | 2      |

#### Campionati regionali
| Livello | Categoria       | Partecipazioni | Debutto   | Ultima stagione | Totale |
| ------- | --------------- | -------------- | --------- | --------------- | ------ |
| I       | Prima Categoria | 4              | 1913-1914 | 1920-1921       | 4      |